# Pouzolzia mandrarensis
Pouzolzia mandrarensis är en nässelväxtart som beskrevs av Jacques Désiré Leandri. Pouzolzia mandrarensis ingår i släktet Pouzolzia och familjen nässelväxter. Inga underarter finns listade i Catalogue of Life.